# Ourque
 (novembre 2020).
Si vous disposez d'ouvrages ou d'articles de référence ou si vous connaissez des sites web de qualité traitant du thème abordé ici, merci de compléter l'article en donnant les références utiles à sa vérifiabilité et en les liant à la section « Notes et références ».
L’ourque est un monstre  envoyé par Poséidon afin de dévorer Hésione, la fille du roi de Troie Laomédon, en punition pour avoir négligé le dieu marin.

## Littérature
- Raoul Lefèvre, Recueil des histoires de Troyes (1464)
- Ronsard, Hercule chrétien : « Hé, qu’est-ce apres d’Hesionne de Troye / Contre un rocher liée, pour la proye / D’un Ourque fier ? ».
- Ronsard, Élégie à Muret : « Ce porte-ciel, ce tu’-geant Hercule / Le sentit bien : je dy ce fort Thebain / Qui le sangler estrangla de sa main, [...] / Qui tua l’Ourque, et qui par plusieurs fois / Se remocqua des feintes d’Achelois [1]. »